# Talp daurat de Grant
El talp daurat de Grant (Eremitalpa granti) és una espècie de talp daurat, l'única del gènere Eremitalpa. Viu a la costa occidental de Sud-àfrica i al sud-oest de Namíbia. Habita les zones seques, principalment deserts sorrencs.